# 全力!クリーナーズ
『全力!クリーナーズ』（ぜんりょく クリーナーズ）は、2022年4月18日から6月20日まで朝日放送テレビの制作により、「ドラマ+」枠にて放送されていたテレビドラマ。HiHi Jets5人全員での初のドラマとなる。
今作より、製作局の朝日放送テレビでの「ドラマ+」枠の放送時間が30分繰り下がり、月曜0:25 - 0:55（JST、日曜深夜）へと変更された。

## キャスト
豪徳寺優（ごうとくじ ゆう）
演 - 髙橋優斗（HiHi Jets）（幼少期：松浦銀志）
愛称「ごっちん」。
一橋はじめ（ひとつばし はじめ）
演 - 井上瑞稀（HiHi Jets）（幼少期：鈴木瑛朝）
愛称「はじめちゃん」。
榎本二郎（えのもと じろう）
演 - 橋本涼（HiHi Jets）
愛称「ジロー」。
四村悠人（しむら はると）
演 - 猪狩蒼弥（HiHi Jets）
愛称「四番」。
三津豆亮（みつまめ りょう）
演 - 作間龍斗（HiHi Jets）
愛称「おまめ」。
藤岡大二郎（ふじおか だいじろう）
演 - 六角精児
『墨飾清掃会社』社長。
土井ゆり菜（どい ゆりな）
演 - 山下リオ
クリーナーズたちの先輩社員。

## スタッフ
- 監督 - 三木康一郎、石川勝己、安食大輔
- 脚本 - 吉田恵里香、宮本武史
- 音楽 - 堀川真理子
- 主題歌 - HiHi Jets / ジャニーズJr.「Pika Pika」
- 清掃所作指導 - アークビルサービス
- ナレーター - 笑福亭茶光
- アクション - 劔持誠
- プロデューサー - 山崎宏太、寺西史（松竹）、竹内絵唱（松竹）
- 制作協力 - 松竹撮影所（東京スタジオ）
- 制作著作 - 朝日放送テレビ、松竹

## 放送日程
※ 放送日は制作局・朝日放送テレビ基準。
| 話数   | 放送日  | サブタイトル                | 脚本                | 監督       |
| ------ | ------- | --------------------------- | ------------------- | ---------- |
| 第1話  | 4月18日 | クリーナーズ清掃開始!       | 吉田恵里香          | 三木康一郎 |
| 第2話  | 4月25日 | スカウトクリーナーズ        | 宮本武史            | 三木康一郎 |
| 第3話  | 5月02日 | クリーナーズ対ゴキンジョン! | 吉田恵里香          | 三木康一郎 |
| 第4話  | 5月09日 | 副業クリーナーズ!           | 宮本武史            | 石川勝己   |
| 第5話  | 5月16日 | クリーナーズ、調子に乗る    | 吉田恵里香 宮本武史 | 石川勝己   |
| 第6話  | 5月23日 | 死神ボーイズ、現る          | 吉田恵里香          | 石川勝己   |
| 第7話  | 5月30日 | すれちがい!クリーナーズ     | 吉田恵里香          | 安食大輔   |
| 第8話  | 6月06日 | 死神ボーイズ、惑わす        | 吉田恵里香          | 石川勝己   |
| 第9話  | 6月13日 | クリーナーズ、絶体絶命      | 吉田恵里香          | 石川勝己   |
| 最終話 | 6月20日 | クリーナーズは永遠不滅      | 吉田恵里香          | 安食大輔   |